# Giorgio Bocchino
Giorgio Bocchino, född 14 juli 1913 i Florens, död 4 december 1995 i Florens, var en italiensk fäktare.
Bocchino blev olympisk guldmedaljör i florett vid sommarspelen 1936 i Berlin.